# ズバイル・イブン・アウワーム

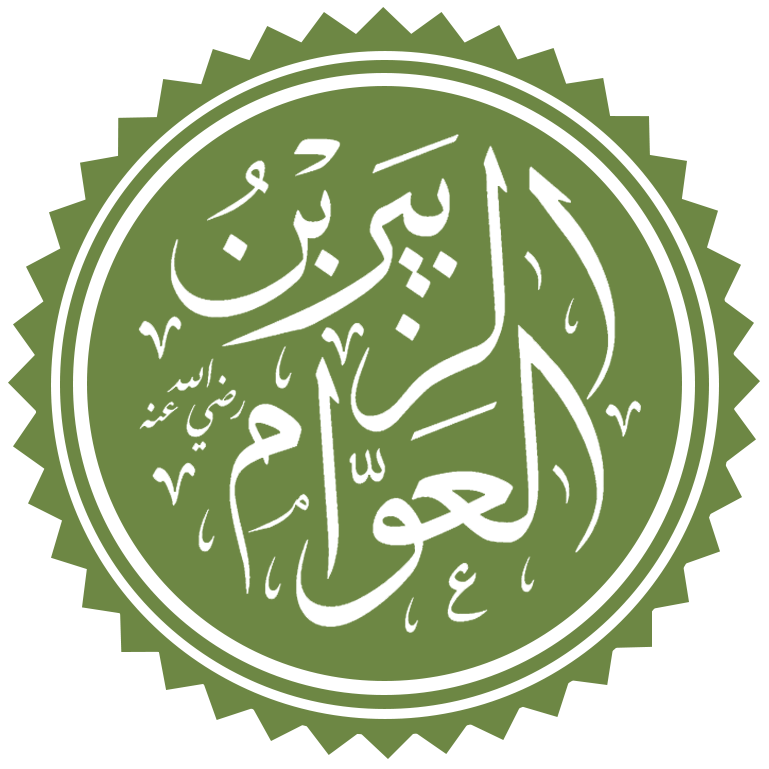

ズバイル・イブン・アウワーム（アッ＝ズバイル・イブン・アル＝アウワーム）（アラビア語: الزبير بن العوام بن خويلد、Al-Zubayr ibn Al-ʿAwwām ibn Khuwaylid 、594年? - 656年）はイスラム教初期の人物で、預言者ムハンマドの直弟子（教友、サハーバ）の一人に数えられる。クライシュ族のアサド家の出身。父のアウワームはムハンマドの妻ハディージャの兄弟、母のサフィーヤ・ビント・アブドゥルムッタリブはムハンマドのおばであり、ズバイルはムハンマドの従兄弟にあたる。正統カリフ・アブー・バクルの娘アスマーを妻とした。
ムハンマドの近親であるズバイルは最初期にイスラームを受容したと考えられており、ムハンマドはズバイルに「ハワーリー（使徒）」という仇名を与えた。656年にムハンマドの寡婦アーイシャ、同じサハーバのタルハとともにカリフ・アリーに反乱を起こすが、ラクダの戦いで敗死した。

## 生涯

### ムハンマド存命時
ズバイルは、594年頃にメッカ（マッカ）で生まれたと言われている。8世紀のアッバース朝時代の伝承学者イブン・イスハークは、イスラームの教えを受け入れたばかりのアブー・バクルの呼びかけに応じて改宗した最初期の信徒の中に、ズバイルの名前を記している。
ムハンマドたちがメッカの住民から迫害を受けた際、ウスマーンら一部の信徒はエチオピアに避難した。ズバイルも避難者の一団に加わっていた。ズバイルはエチオピア移住団の中で最年少であり、エチオピア王ナジャーシーに対する反乱が起きた際に戦場に赴き、ナジャーシーの勝利を確認して仲間たちに吉報をもたらした。後にズバイルはマディーナのムハンマドと合流し、多くの戦闘に参加する。
624年のバドルの戦いでは、ムハンマドの従兄弟アリーと共に斥候を務め、水を補給するメッカのクライシュ族に攻撃を加えた。629年のハイバル征服では、ズバイルはムハンマドに敵対するナディール族の戦士ヤースィルを一騎討ちで破ったことが伝えられている。ハイバルの攻略後、ズバイルは遠征に参加した他の教友や部族集団と同様に、18に区画された土地の1つを授与される。翌630年のメッカ攻撃に際して、ムハンマドはズバイルに下手からメッカを攻撃するよう命令し、ズバイルは指示に従って行軍した。
ムハンマドが没した時、ズバイルはアリーとタルハとともにファーティマ（アリーに嫁いだムハンマドの娘）の家に立て篭もり、新たな指導者を選出する場に姿を現さなかった。

### ムハンマド没後
640年7月、エジプト遠征に向かったアムルのために10,000の兵士を率い、ヘリオポリスの戦いに参加する。出陣の前、2代目正統カリフ・ウマルはズバイルにエジプトの統治に興味はないか尋ねたが、エジプトの支配よりも征服活動への従事を望む旨を答えた。フスタートの包囲において、ズバイルは梯子をかけて城壁を登りイスラーム軍の先陣を切った。戦後、ズバイルはイスラーム軍がエジプトの土地の分配を求め、あるいは分配された土地に邸宅を建てたことが伝えられている。644年、ウマルは死に際してズバイル、アリー、ウスマーン、タルハ、アウフ、アブー・ワッカースら6人のサハーバ（教友）に後事を託した。協議（シューラー）においてズバイルは自らの権利を放棄してアリーを推薦したが、最終的にウスマーンが新たなカリフとなる。
ウスマーンの死後、ズバイルはアリーの即位に反対していたが、バイア（忠誠の誓い）を行って一度はアリーの即位を認める。しかし、小巡礼（ウムラ）に発つことを口実にタルハと共にマディーナを脱出し、メッカに滞在していたムハンマドの寡婦アーイシャと合流する。アリーの即位に反対する3人は、アリーにウスマーン暗殺の責任を問うことで意見を一致させ、ウスマーン暗殺の首謀者はアリーであると喧伝した。
バスラに移動したズバイルたちは軍備を整え、656年12月にズバイルら反乱軍はアリー軍とバスラ近郊で交戦する（ラクダの戦い）。数度の交戦の後、アリーに自らの非を指摘されたズバイルは軍を引き上げたが、子のアブドゥッラーに言い包められて再びアリーと対峙した。イスラム教徒同士の闘争に恐怖を覚えたズバイルは戦場から退却するが、逃走中にアリー軍の兵士ウマイル・イブン・ジュルムーズによって殺害される。ズバイルの死を知ったアリーは、彼を殺害したウマイル・イブン・ジュルムーズを火刑に処し、持ち帰られたズバイルの剣を見て嘆息したと伝えられている。あるいは、ズバイルはバスラに駐屯していたイスラム教徒アフナフによって殺害され、アリーからズバイル殺害の罪を責められたアフナフは自害し、アフナフが献上したズバイルの剣を見たアリーが嘆き悲しんだとも言われている。

## 家族
ズバイルは8度結婚し、20人の子供をもうけた。
- アスマー - 622年のヒジュラより前に結婚、ウルワの幼少期（645年頃）に離婚した。[18]
  - アブドゥッラー
  - Al-Mundhir
  - Asim
  - Al-Muhajir
  - ハディージャ
  - ウンム・アル＝ハサン
  - アーイシャ
  - ウルワ
- ウンム・クルスーム・ビント・ウクバ - ウマイヤ家の出身。629年に結婚するが、「ウンム・クルスームがズバイルを嫌ったために」数ヶ月で離婚した。娘のザイナブが生まれた後、ウンム・クルスームはアブドゥッラフマーン・イブン・アウフと再婚する。[19]
  - ザイナブ
- Al-Halal bint Qays
  - ハディージャ
- Umm Khalid Ama bint Khalid - 628年にアビシニアから移住。[20]
  - ハーリド
  - ウマル
  - Habiba
  - サウダ
  - Hind
- Ar-Rabbab bint Unayf
  - ムスアブ
  - ハムザ
  - Ramla
- Umm Jaafar Zaynab bint Marthad
  - ウバイダ
  - ジャアファル
- Atiqa bint Zayd - 正統カリフ・ウマルの寡婦[21]
- Tumadir bint Al-Asbagh - アウフの寡婦。結婚からわずか7日後に離縁。

## 翻訳元記事参考文献
- Muhammad ibn Saad, Tabaqat vol. 8. Translated by Bewley, A. (1995). The Women of Madina, London: Ta-Ha Publishers.
- Muhammad ibn Saad, Tabaqat vol. 3. Translated by Bewley, A. (2013). The Companions of Badr, London: Ta-Ha Publishers.